# Акбаров, Обиджон
Обиджон Акбаров (род. 1929) — узбекский советский колхозник, депутат Верховного Совета СССР.

## Биография
Родился в 1929 году. Узбек. Член КПСС с 1960 года. Образование среднее.
С 1946 года колхозник, тракторист, бригадир механизированной хлопководческой бригады. С 1973 года бригадир комплексной механизированной бригады совхоза «Комсомол» Комсомолабадского района Андижанской области.
Депутат Совета Национальностей Верховного Совета СССР 9 созыва (1974—1979) от Избасканского избирательного округа № 99 Андижанской области. Член Планово-бюджетной комиссии Совета Национальностей.